# Merweville
Merweville is een dorp met 1600 inwoners, in de Zuid-Afrikaanse provincie West-Kaap. Merweville behoort tot de gemeente Beaufort-Wes dat onderdeel van het district Sentraal-Karoo is.
Merweville ligt 130 km ten zuidoosten van Beaufort-Wes en is compleet geïsoleerd. Hierdoor heeft het dorp zijn charme van vroeger kunnen bewaren. Merweville is in 1897 ontstaan als een kerkdorpje maar de gemeente zelf is pas in 1904 gesticht.